# Leptocheilus robustus
Leptocheilus robustus är en stekelart som först beskrevs av Dusmet.  Leptocheilus robustus ingår i släktet Leptocheilus och familjen Eumenidae. Inga underarter finns listade i Catalogue of Life.